# Újpest Ice Hall
Újpest Ice Hall je sportovní stadion v Budapešti, kde hraje domácí zápasy Újpesti TE. Jeho kapacita dosahuje 1 500 míst. Stadion byl vybudován v roce 2003.